# Vincennes

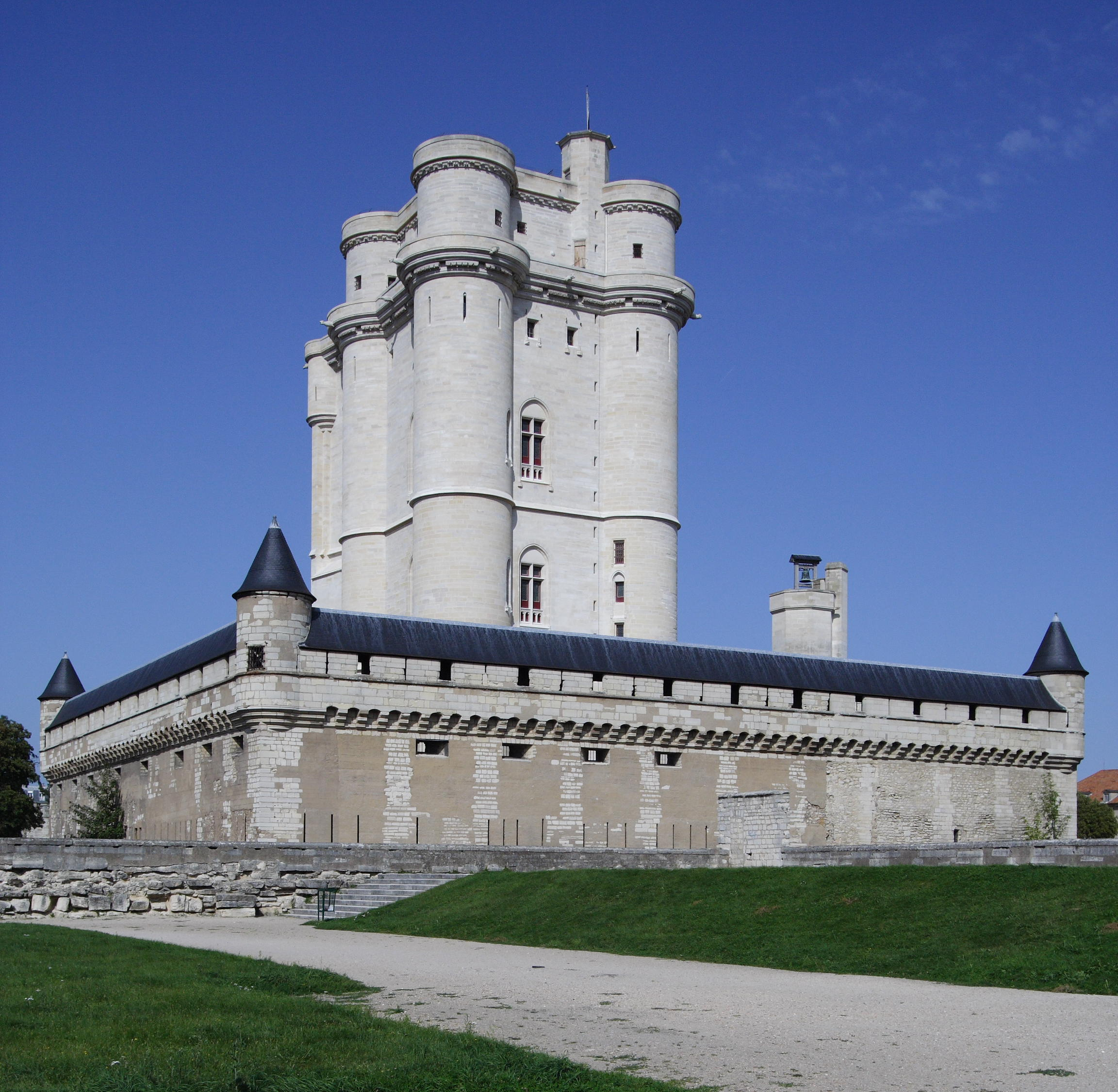
Château de Vincennes in Vincennes

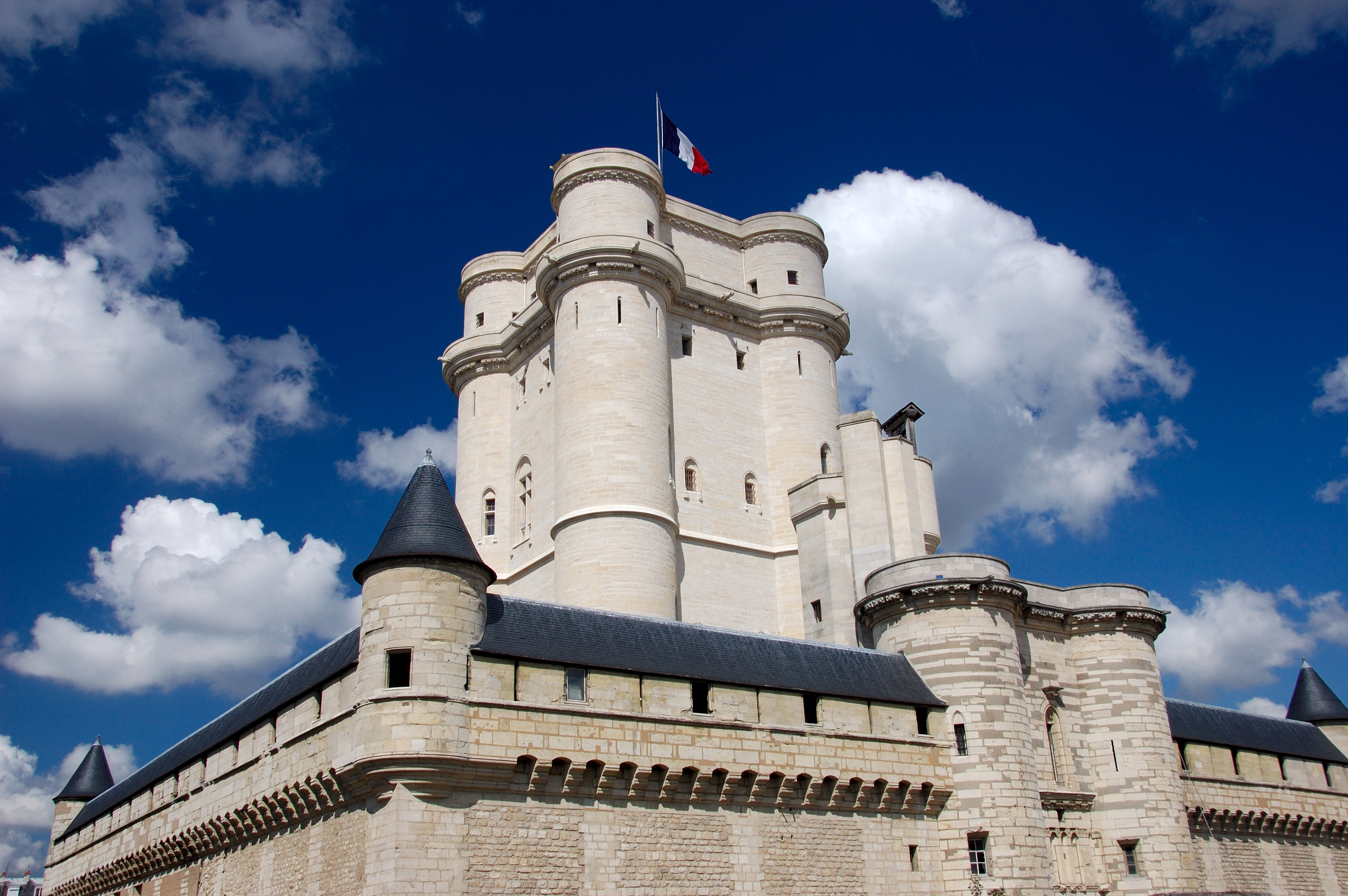
Château de Vincennes mit Verlies

Vincennes ist eine französische Stadt mit 48.368 Einwohnern (Stand 1. Januar 2022) im Großraum Paris, die südöstlich vom Zentrum im Marne-Tal liegt und nahtlos mit dem Stadtgebiet der französischen Hauptstadt verbunden ist. Vincennes gehört zum Département Val-de-Marne in der Region Île-de-France. In der Stadt liegen das Schloss Vincennes und das Fort-Neuf.

## Geschichte
Die Entstehung und die Geschichte von Vincennes ist eng mit der dortigen Burg, dem château de Vincennes, verknüpft. Im 12. Jahrhundert entschloss sich König Ludwig VII. von Frankreich, den Wald von Vincennes zum königlichen Jagdgebiet zu erklären, und ließ eine Burg erbauen. Durch die Jahre hindurch wurde diese immer wieder umgestaltet und ausgebaut. Die mittelalterlichen Gebäude sind die einzigen Bauwerke einer Königsresidenz aus dem Mittelalter in Frankreich. Weil dort mehrere Könige residierten, wird die Burg auch „Versailles des Mittelalters“ genannt.
Im Jahre 1162 ließ Ludwig VII. einen Teil des Waldes von Vincennes mit einer Mauer umgeben und einen Jagdpavillon darin errichten. Im 13. Jahrhundert begann König Philipp August mit dem Bau einer Burg, die unter Ludwig IX. fertiggestellt wurde. Von 1270 bis 1350 war die Burg der beliebteste Aufenthaltsort der französischen Könige. Zwei königliche Hochzeiten wurden im Schloss gefeiert (Philipp III. und Philipp V.) und zwei Könige starben dort (Ludwig X. und Karl IV.). Auch nach dem Hundertjährigen Krieg residierten Könige in Vincennes (besonders Ludwig XI., Franz I. und Heinrich II.). 1661 wurde in Vincennes ein Friedensvertrag zwischen dem Königreich Frankreich und dem Herzogtum Lothringen abgeschlossen. Auch verlegte Ludwig XIV. den Sitz des Ordre de Saint-Michel vom Mont-Saint-Michel hierher. Erst mit dem Tod Ludwigs XIV. 1715 wurde Vincennes als Residenz aufgegeben.
Das Staatsgefängnis im Donjon von Vincennes, in dem unter anderem der Marquis de Sade, der Revolutionär Mirabeau und der Aufklärer Denis Diderot zeitweise inhaftiert waren, wurde 1784 geschlossen.
Im 18. Jahrhundert siedelten sich unterschiedliche Industriezweige im Schloss an (Porzellanmanufaktur, Fayencen-Maler und eine Waffenschmiede). Erst 1787 wurde Vincennes eine Stadt. Mit dem Neubau des Fort-Neuf (1841) wurde Vincennes Garnisonsstadt und zwischen 1817 und 1856 zählte man rund 4000 Einwohner. Im Jahre 1861 waren es bereits 5800.
1863 wurde das Hippodrome de Vincennes erbaut. 1894 folgte das Vélodrome de Vincennes, das 1900 als Hauptwettkampfstätte der II. Olympischen Spiele der Neuzeit diente. (Beide Sportstätten liegen im Bois de Vincennes, der zu Paris gehört.)
Das Schloss Vincennes war im Jahre 1917 Schauplatz der Hinrichtung der Niederländerin Mata Hari, einer deutschen Spionin im Ersten Weltkrieg.
1969 wurde in der Stadt die Reformuniversität Paris VIII eröffnet; diese wurde aber 1980 nach Saint-Denis verlegt.

## Einrichtungen
In Vincennes befindet sich der Centre historique des archives, das Militärarchiv im Service historique de la Défense, des gemeinsamen Archivs der französischen Armee und des französischen Verteidigungsministeriums.

## Sehenswürdigkeiten
Siehe: Liste der Monuments historiques in Vincennes

## Städtepartnerschaften
- Castrop-Rauxel (Deutschland)
- Lambeth (Vereinigtes Königreich)
- Montigny-le-Tilleul (Belgien)
- Tomar (Portugal)
- Vincennes (Vereinigte Staaten)

## Persönlichkeiten
Söhne und Töchter:
Mittelalter:
- Johanna von Bourbon (1338–1378), Königin von Frankreich
- Karl V. (1338–1380), König von Frankreich
- Philippe de Valois, duc d’Orléans (1336–1375), jüngster Sohn des Königs Philipp VI. von Frankreich

Neuzeit:
- Jean Ausseil (1925–2001), Diplomat
- Anne Geneviève de Bourbon-Condé (1619–1679), Herzogin von Longueville, Schwester des Grand Condé
- Jacques Bainville (1879–1936), Schriftsteller, Mitglied der Académie française
- Marie Anne de Bourbon, Princesse de Conti (1666–1739), illegitime Tochter von Ludwig XIV.
- Isidore Canevale (1730–1786), österreichischer Architekt französischer Herkunft
- Michel Droit (1923–2000), Schriftsteller, Mitglied der Académie française
- Dominique Gauzin-Müller (* 1960), Architektin, Architekturkritikerin und Hochschullehrerin
- André Hardellet (1911–1974), Schriftsteller
- Ivan Jullien (1934–2015), Jazztrompeter und Komponist
- Jérôme Lambert (* 1957), Politiker, Abgeordneter der Nationalversammlung
- Serge Le Tendre (* 1946), französischer Comicautor und Texter
- Pierre Messmer (1916–2007), französischer Premierminister
- Michel Tognini (* 1949), Pilot und Astronaut
- Jules Toutain (1865–1961), Klassischer Archäologe und Religionshistoriker
- Illustration von Daniel Meisner von 1625: S. Vincens; Viel Húnd seind des Hasen Todt (Digitalisat)